# Equinox (OSGi-Framework)
Equinox (von englisch Tag-und-Nacht-Gleiche) ist ein von der Eclipse Foundation entwickeltes Java-basiertes Framework, das die OSGi-Kernspezifikation implementiert und das Gerüst der integrierten Entwicklungsumgebung Eclipse bildet.

## Beschreibung
Equinox ist ein Unterprojekt der Runtime (RT) Projekte der Eclipse Foundation und gehört somit zu den Top-Level Projekten.  Das Framework implementiert aus Sicht der Entwicklung die Spezifikation des OSGi-Kern Standards, verschiedene optionale Funktionen, Dienste und Infrastrukturkomponenten.

## Ziele
Im Allgemeinen ist das Ziel des Equinox-Projekts, ein OSGi-Gemeinschaftsprojekt zu sein und die Vision von Eclipse als Bundle zu sehen und zu fördern. Als Teil davon ist es für die Entwicklung und Bereitstellung der OSGi-Framework-Implementierung verantwortlich, die von weiteren Eclipse-Projekten verwendet werden.
Das Projekt ist offen für:
- Implementierung aller Aspekte der OSGi-Spezifikation, einschließlich der Core Platform Expert Group (CPEG) und der Enterprise Expert Group (EEG)
- Untersuchung und Recherche in Bezug auf zukünftige Versionen der OSGi-Spezifikationen und vielleicht damit verbundene Laufzeitprobleme
- Entwicklung einer nicht standardmäßigen Infrastruktur, die für den Betrieb und die Verwaltung von OSGi-basierten Systemen als wesentlich angesehen wird
- Implementierung der wichtigsten Framework-Dienste und -Erweiterungen, die zum Ausführen von Eclipse erforderlich sind (z. B. Eclipse Adapter, Erweiterungsregistrierung) und allgemein für Benutzer von OSGi als nützlich erachtet werden.

Im Rahmen des Eclipse-Projekts wird der Equinox-OSGi-Code von dem Eclipse-PMC (Project Management Committee) verwaltet. Equinox, als Basiskomponente für Eclipse, wird mit allen Major Releases ausgeliefert. Die verschiedenen untergeordnet entwickelten Bundles/Programme können unabhängig und nach unterschiedlichen Zeitplänen veröffentlicht werden.

## Geschichte
Entstanden ist das Projekt 2003, als Eclipse auf eine Plug-in- und Modul-basierte Struktur umgestellt werden sollte. Um dies zu ermöglichen, wurde entschieden, die OSGi-Plattform zu verwenden. Im gleichen Schritt wurde entschieden, dass Equinox kein Projekt der Community sei, sondern durch ein Lenkungs-/Management-Commitee gesteuert und vorangetrieben wird. 2004 wurde mit Eclipse 3.0 die erste auf Equinox basierende Version veröffentlicht. 2009 mit der Veröffentlichung von OSGi Version 4.2 sind viele Änderungen eingeflossen, die als bahnbrechend bezeichnet wurden.

## Einsatzgebiete
Neben Eclipse bauen auch andere Anwendungen und Frameworks auf Equinox auf. So zum Beispiel IBM Workplace oder die von ProSyst entwickelte Middleware.